# Секст Помпей Фест
Секст Помпе́й Фест (лат. Sextus Pompeius Festus) — римский грамматик и лексикограф II века н. э, возможно, родом из Нарбона (Галлия).

## Биография
Каких-либо точных биографических данных о Сексте Помпее Фесте не сохранилось. Безусловно, он жил во время или позднее Марциала (конец I века), которого цитировал, но до Макробия (V век), который неоднократного ссылался на Помпея Феста. Судя по некоторым примечаниям Помпея Феста (напр., к лат. supparus), многие христианские обряды были ему уже известны, но отнести его деятельность к концу IV века, как это делают некоторые исследователи, нельзя. По мнению М. фон Альбрехта, Помпей Фест жил в конце II века.
Помпей Фест известен, в основном, как автор толкового латинского словаря «О значении слов» (лат. De verborum significatu), в 20 «книгах» (соответствующих избранным буквам латинского алфавита).

## «О значении слов» (De verborum significatu)
Труд Помпея Феста (сохранился во фрагментах) представляет собой выдержку из одноимённого труда Веррия Флакка. Кроме собственно толкований малопонятных и устаревших латинских слов и выражений, он включает отрывки из других сочинений Помпея Феста. Главная ныне известная рукопись словаря — так называемый Codex Farnesianus (XI века), который хранится в Национальной библиотеке Неаполя (сигнатура IV.A.3). Содержит большой фрагмент (буквы M-V) книги Помпея Феста. Другие источники:
- конспект словаря, выполненный Павлом Диаконом (конец VIII века);
- отрывки из словаря у Помпония Лета (XV век);
- интерполяции в трудах Ф. Орсини и Ю. Скалигера.

Труд впервые издан в Милане 3 августа 1471 года под заголовком «De verborum significatione».
В начале 2000-х годов на историческом факультете Университетского колледжа в Лондоне стартовал исследовательский проект по согласованию сохранившихся фрагментов и переизданию переводов — «Festus Lexicon Project» (последние новости об этом проекте датированы 2009 годом).
Тексты и переводы
- Латинский текст по изданию 1826 года: Vol. 1 (lib. I—XIV); Vol.2 (lib. XIV—XX).
- Французский перевод Феста (по изданию 1846 года)
- Павел Диакон. Эпитома сочинения Секста Помпея Феста «О значении слов». Избранные глоссы / Пер. и комм. А. А. Павлова // Вестник древней истории. 2012. № 2. С. 230—268.
- Павел Диакон. Эпитома сочинения Секста Помпея Феста «О значении слов» / Пер. с лат., вступительная статья, коммент. А. А. Павлова. Сыктывкар: Изд-во СыктГУ, 2012. — 300 с.